# Чуукці
Чуукці - мікронезійський народ, корінне населення острова Чуук та інших в групі Каролінських островів. Чисельність - 50 тис. осіб. Мова - чуукська, мікронезійської гілки австронезійської сім'ї мов. Має кілька діалектів, що утворюють безперервний ланцюг («чуукський ланцюг діалектів»). Релігія - християнство, зберігаються традиційні вірування.

## Господарство
Заняття - рибальство, збирання морепродуктів, землеробство. Культури - ямс, таро, кокосова пальма, характерні для всієї Мікронезії. Відомо використання заліза. Важливу роль відіграє експорт копри.
Тип житла, одяг, харчування - також характерні для всієї Мікронезії.

## Соціальне пристрій
Суспільство складається з 40 матрилінійноих тотемних родів (ейнангів). Члени ейнангу, розселюючись, зберігають традиційні зв'язки, звичаї гостинності.

## Традиційні вірування
За повір'ям, пращури чуукців, зійшли з кокосових пальм. Інший варіант: вони сягають праматері, яка прибула з острова Ачау (ймовірно, нинішній Косрае).
Чуукці сповідують культи духів ану і предків. У них є групи жерців, чаклун в, знахарів, віщунів.